# Vila do Porto
Vila do Porto là một huyện thuộc Vùng tự trị Açores, Bồ Đào Nha. Huyện này có diện tích 97 km², dân số thời điểm năm 2001 là 5578 người.